# Košarkaška reprezentacija Ujedinjenog Kraljevstva
Košarkaška reprezentacija Velike Britanije predstavlja Veliku Britaniju na međunarodnim natjecanjima. Pod vodstvom je Britanskog košarkaškog saveza. Reprezentacija se sastoji od najboljih igrača Engleske, Škotske, Walesa i Sjeverne Irske. 

## Povijest
Britanska reprezentacija je samo jednom sudjelovala na Olimpijskim igrama, i to na Olimpijskim igrama u Londonu 1948. godine. Međutim,  Engleska košarkaška reprezentacija uspjela se je kvalificirati na Europsko prvenstvo u Čehoslovačkoj 1981. Na prvenstvu je zabilježila samo jednu pobjedu, pobijedivši Grčku. Reprezentacija Velike Britanije smatra se jednom od slabijih europskih košarkaških reprezentacija.

## Momčad
Europsko prvenstvo u košarci – Poljska 2009.

## Vanjske poveznice
- Službena stranica Britanskog košarkaškog saveza  Arhivirana inačica izvorne stranice od 15. travnja 2019. (Wayback Machine)